# 坪村インターチェンジ
坪村インターチェンジ（ピョンチョンインターチェンジ）は大韓民国京畿道安養市東安区にあるソウル外郭循環高速道路のインターチェンジである。

## 歴史
- 1995年12月28日 - 開設

## 隣
ソウル外郭循環高速道路
(30) 山本IC - (31) 坪村IC - (32) 鶴儀JCT